# واکنش آسینگر
واکنش آسینگر(به انگلیسی: Asinger reaction) (که گاهی اوقات با عنوان A-4CR نیز شناخته می‌شود) یک واکنش چندجزئی سنتز ۳-تیازولین‌ها و سایر ترکیبات هتروسیکلیک مشابه است. واکنش آسینگر به افتخار شیمیدان اتریشی فردریش آسینگر که اولین بار این واکنش را در سال ۱۹۵۶ گزارش کرد، نامگذاری شده‌است.

واکنش آسینگر با استفاده از کتون‌ها

واکنش آسیگر با استفاده از آلدهیدها

سنتز پنی سیلامین از طریق واکنش آسینگر

## یادداشت
1. ↑  Asinger-4 component reaction

## مطالعه بیشتر
- Friedrich Asinger (1956). "Chemiker-Treffen Salzburg: Über die einfache und ergiebige Synthese von Thiazolonen". Angewandte Chemie. 68 (11): 377. doi:10.1002/ange.19560681109.
- Friedrich Asinger (1956). "Über die gemeinsame Einwirkung von Schwefel und Ammoniak auf Ketone". Angewandte Chemie. 68 (12): 413. doi:10.1002/ange.19560681209.
- Imre Schlemminger; Hans-Hermann Janknecht; Wolfgang Maison; Wolfgang Saak; Jürgen Martens (2000). "Synthesis of the first enantiomerically pure 3-thiazolines via Asinger reaction". Tetrahedron Letters. 41 (38): 7289–7292. doi:10.1016/S0040-4039(00)01266-1.